# Mark Thompson (producteur)
Pour les articles homonymes, voir Mark Thompson.
Mark Thompson, journaliste et producteur de télévision britannique, est l'ancien directeur général de la BBC de 2004 à 2012 et le président-directeur-général du New York Times depuis 2012. Depuis octobre 2023, il est président-directeur-général de CNN.

## Biographie
Mark Thompson a été élevé par sa mère et sa sœur, à Londres, où il est né en 1957. Après des études au Stonyhurst College, chez les jésuites, il entre au  Merton College d'Oxford, où il s'occupe du magazine du campus. Il devient ensuite un spécialiste des programmes d'information, parmi lesquels Nationwide et Newsnight, puis devient rédacteur en chef de Nine O’Clock News et de Panorama. En 1992, il est nommé à la tête de la production des magazines de la BBC. Il dirige ensuite Channel 4 où il conduit un plan de réduction de 20 % de ses effectifs.
En 2004, il est le nouveau directeur général de la BBC, succédant à Greg Dyke contraint à la démission après le "rapport Hutton ", très sévère pour la BBC, une enquête sur la mort de l'expert David Christopher Kelly, au moment de la décision controversée du gouvernement de Tony Blair de participer à guerre en Irak.
Lui-même n'échappe pas aux éternelles critiques des milieux conservateurs contre l'entreprise. En 2005, la BBC a reçu plus de 60 000 plaintes après avoir diffusé Jerry Springer: L'Opera malgré les récriminations de groupes chrétiens. En 2011, alors que la BBC n'emploie plus que 22899 personnes sur huit chaînes de télévision nationale, 54 radios, et un site Internet parmi les plus visités en Europe, avec un service mondial en 32 langues à destination de plus de 150 millions d'auditeurs, il annonce un plan de suppression d'environ 2 000 emplois d'ici à 2017, avec pour objectif de parvenir à une réduction annuelle des dépenses de quelque 670 millions de livres.